# Appareil sanitaire

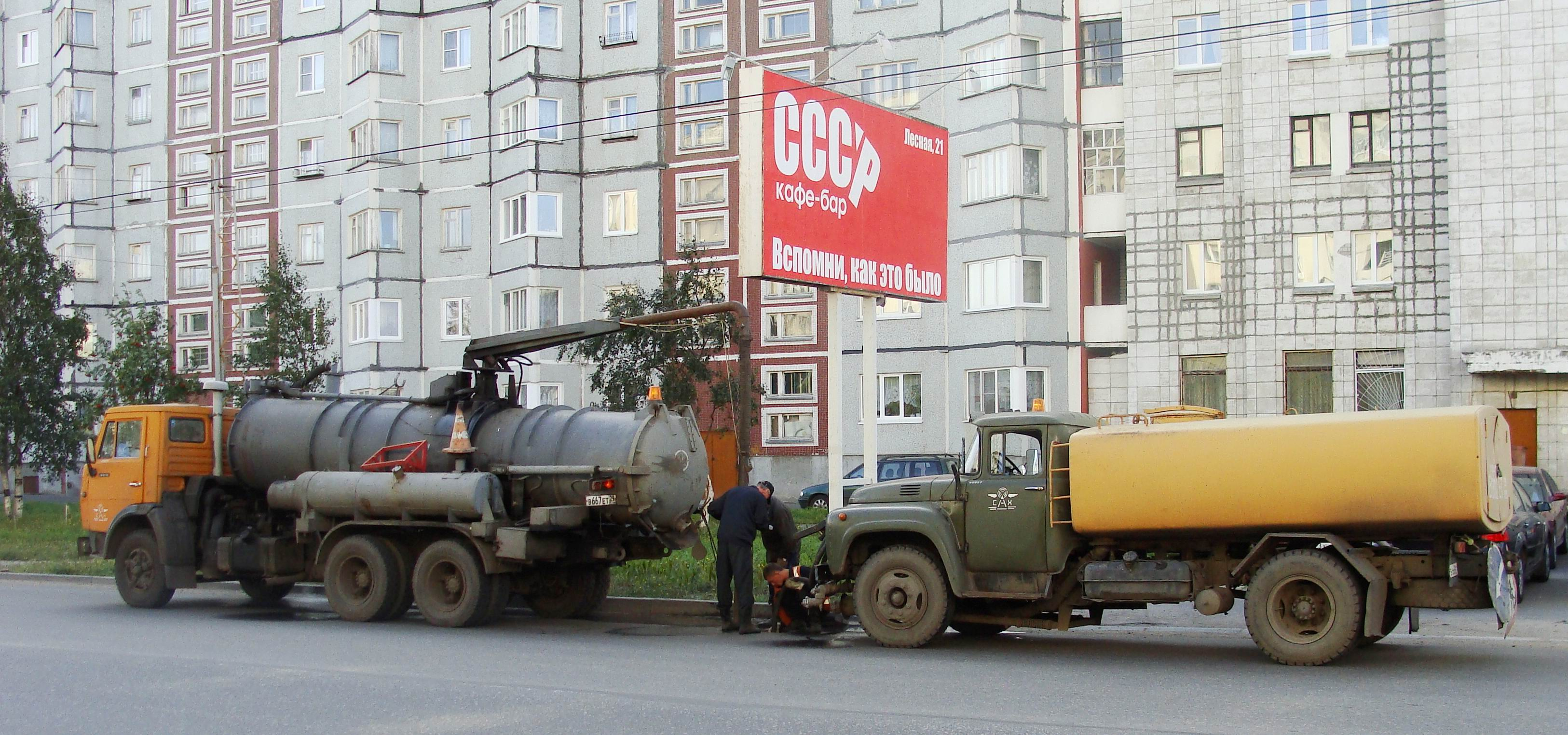
Image d'un appareil sanitaire en intervention.

En architecture et en construction, un appareil sanitaire est un appareil équipant les sanitaires et par extension toutes pièces d'eau : salle de bains, douches, buanderie, cuisine...
Une installation sanitaire, comprend, en plus des appareils sanitaires, les robinetteries, les canalisations, alimentations, évacuations et raccordements nécessaires au bon fonctionnement des sanitaires.
L'installation sanitaire est réalisée par le plombier appelé aussi « installateur sanitaire ».
Les appareils et accessoires suivants sont généralement repris sous cette catégorie (avec quelques-uns de leurs accessoires) :

## Appareil
- baignoire ou baignoire sabot en tôle d'acier émaillé, acrylique, ou en fonte ;
- bain tourbillon ;
- bidet ;
- douche en tôle d'acier émaillé, acrylique, ou en fonte ;
- évier à poser ou encastré en inox ou en porcelaine sanitaire, simple ou double cuvette, égouttoir strié, y compris armoire basse. (Cuisine) ;
- lavabo ;
- lavabo fontaine ;
- lave-main mural ou encastré ;
- WC sur pied ou WC suspendu en grès sanitaire ;
- urinoir suspendu ou stalle ;
- vasque ;
- vidoir en porcelaine sanitaire, acier émaillé, acier inoxydable, acrylique.

## Accessoires de baignoires et douches
- baignoires et douches, posées sur pieds réglables ou berceau, avec ou sans habillage, et éventuellement insonorisées ;
- les douches peuvent être constituées d'une cuve intégrée au-dessus de laquelle un carrelage est placé ;
- pour la fermeture, rail et rideau de douche, ou cloison, écran de douche avec porte en verre de sécurité ;
- porte-essuies ;
- porte-savons ;
- sièges de douche.

## Accessoires pour WC
- poignées murales fixes ou rabattables ;
- porte rouleau papier WC en acier, acier inoxydable recouvert de nylon, laiton ou matière synthétique ;
- siège de WC en matière synthétique thermodurcissable ou en bois recouvert d'une matière synthétique ;
- cloisons de séparation pour urinoirs, dans des toilettes publiques.

## Accessoires
- bouchon en caoutchouc, ou bonde ;
- clapet de vidage, coupe air ;
- étagère ou tablette en porcelaine sanitaire, en matière synthétique ou en verre trempé ;
- porte-essuies ou porte-serviettes ;
- porte-gobelet ;
- patère ;
- porte-manteau ;
- siphon à godet ou siphon tube en laiton chromé ou en polypropylène chromé, protégé par colonne ou coquille ;
- soupape ;
- trop-plein ;
- siphon de sol à cloche.

## Étanchéité
- joints : silicone sanitaire.

## Production d'eau chaude
- ballon d'eau chaude ou boiler ;
- chauffe-eau gaz, électrique, solaire, pompe à chaleur.

## Traitement de l'eau
- traitement de l'eau
- filtre à eau
- adoucisseur

## Évacuation des ordures
- vide-ordures

## Évacuation du linge
- vide-linge

## Fabricants
(Liste non limitative donnée à titre indicatif.)
- Duravit (de). Duravit AG est une entreprise allemande de sanitaire, qui collabore entre autres avec les designers Philippe Starck, Michael Graves, Lord Norman Foster, Herbert Schultes, Matteo Thun et Sergei Tchoban.
- Geberit
- Grohe, fabricant allemand de produits sanitaires pour la cuisine et la salle de bains, fondée en 1936
- Hansgrohe. Hansgrohe AG est une entreprise allemande de sanitaire et techniques sanitaires, fondée en 1901.
- Ideal Standard
- Jacuzzi
- Jacob Delafon
- Keramag (de). Keramag Keramische Werke AG est un fabricant de céramique sanitaire qui se trouve à Ratingen près de Düsseldorf. Depuis 1991, la société fait partie du groupe finlandais Sanitec.
- Koninklijke Sphinx (nl) Koninklijke Sphinx est une fabrique de porcelaine et sanitaires fondée par Petrus Regout en 1834 à Maastricht.
- TOTO
- Viega (de). Viega GmbH & Co. KG est une entreprise allemande de sanitaire et techniques sanitaires.
- Villeroy & Boch
- Wilhelm Schmidlin. Wilhelm Schmidlin AG est une entreprise suisse de sanitaire et techniques sanitaires.